# Hololena frianta
Hololena frianta là một loài nhện trong họ Agelenidae.
Loài này thuộc chi Hololena. Hololena frianta được Ralph Vary Chamberlin & Wilton Ivie miêu tả năm 1942.